# Jan Jacek Ogiński
Książę Jan Jacek Ogiński herbu Ogiński (ur. 1619, zm. 24 lutego 1684 w Krakowie) – wojewoda połocki i hetman polny litewski w latach 1682–1684, wojewoda mścisławski w 1672 roku, pisarz polny litewski w 1668 roku, podwojewodzi wileński w latach 1661–1665, marszałek wołkowyski w 1657 roku, chorąży wołkowyski w 1650 roku, starosta stokliski, piekielański i bierzwiński w 1681 roku, starosta i wójt mścisławski w 1668 roku.
W 1639 roku zapisał się na Akademię Krakowską. Dowódca chorągwi powiatu wołkowyskiego w kampanii 1651 roku. W 1654 roku był deputatem powiatu wołkowyskiego na Trybunał Główny Wielkiego Księstwa Litewskiego. W 1656 roku jako porucznik chorągwi husarskiej i pancernej hetmana Pawła Jana Sapiehy brał udział w walkach potopu szwedzkiego. W 1657 roku walczył z wojskami Jerzego Rakoczego. Poseł na sejm 1658 roku. W 1659 roku 5 chorągwi Ogińskiego zostało rozbite przez wojska rosyjskie pod Krynkami. Poseł na sejm 1662 roku z powiatu wołkowyskiego. Deputat powiatu wileńskiego na Trybunał Główny Wielkiego Księstwa Litewskiego w 1665 roku. Poseł na sejmy 1667 i 1668 roku. Poseł sejmiku wołkowyskiego powiatu wołkowyskiego na sejm jesienny 1666 roku.
Poseł sejmiku wołkowyskiego na sejm nadzwyczajny 1662 roku, drugi sejm 1666 roku, sejm zwyczajny abdykacyjny 1668 roku.
W 1669 roku podpisał elekcję Michała Korybuta Wiśniowieckiego. Był członkiem konfederacji kobryńskiej wojsk Wielkiego Księstwa Litewskiego w 1672 roku.
Elektor Jana III Sobieskiego z województwa mścisławskiego w 1674 roku, podpisał jego pacta conventa.
W 1675 roku brał udział w wojnie przeciwko Turcji. Poseł na sejmy 1676, 1677 i 1678 roku.
Deputat województwa połockiego na Trybunał Główny Wielkiego Księstwa Litewskiego w 1682 roku.
Jego synami byli:
- Leon Kazimierz Ogiński (zm. 1699) starosta mścisławski, podstoli litewski, poseł
- Mikołaj Franciszek Ogiński (zm. 1715) miecznik litewski, poseł, kasztelan trocki
- Kazimierz Dominik Ogiński (zm. 1733) wojewoda wileński
- Grzegorz Antoni Ogiński (zm. 1709) starosta żmudzki, hetman polny litewski

Jedna z córek Anna Ogińska (1646–1752), żona Kazimierza Tyszkiewicza, była najdłużej żyjącą przedstawicielka książęcego rodu Ogińskich. Żyła sto sześć lat.